# Heike Drechsler
Heike Gabriela Drechsler, geborene Daute, adoptierte Spix, erneut verheiratete Drechsler-Bryggare (* 16. Dezember 1964 in Gera) ist eine ehemalige, sowohl für die DDR als auch für das wiedervereinigte Deutschland erfolgreiche Leichtathletin, die 1992 in Barcelona und 2000 in Sydney Olympiasiegerin im Weitsprung wurde.

## Sportliche Karriere
Heike Daute begann 1974 im Trainingszentrum der BSG Wismut Gera mit der Leichtathletik. Mit 12 Jahren wechselte sie auf die Kinder- und Jugendsportschule in Bad Blankenburg. Seit 1977 war sie Mitglied des SC Motor Jena. 1983 in Helsinki wurde sie erstmals Weltmeisterin im Weitsprung. Die damals 18-jährige wurde damit die bis heute jüngste Weitsprungweltmeisterin und in der DDR zur gefeierten Sportlerin. Von 1986 bis 1998 holte sie bei den Europameisterschaften jedes Mal die Goldmedaille im Weitsprung.

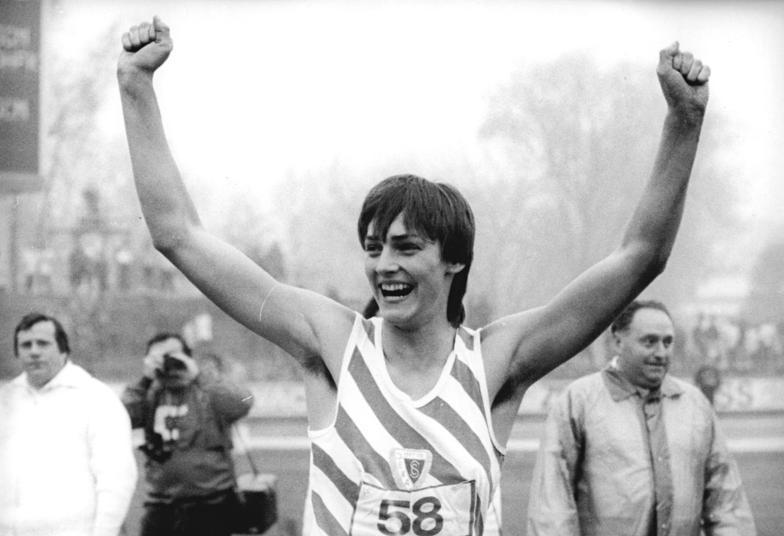
Heike Daute bei einem Sportfest in Jena, 1984

Daneben hatte sie auch Erfolge im Sprint. So gewann sie bei den Europameisterschaften 1986 in Stuttgart Gold im 200-Meter-Lauf, bei den Weltmeisterschaften 1987 in Rom Silber über 100 Meter, bei den Olympischen Spielen 1988 in Seoul Bronze über 100 und 200 Meter und bei den Europameisterschaften 1990 in Split Silber über 200 Meter.
Bei den Olympischen Spielen 1992 in Barcelona wurde sie erstmals Weitsprungolympiasiegerin und holte im Jahr darauf bei den Weltmeisterschaften in Stuttgart ein weiteres Mal Gold. Ihr zweites olympisches Gold gewann sie 2000 in Sydney. Bei der Schlussfeier war sie Fahnenträgerin der deutschen Mannschaft.
Neben dem Weitsprung und den Sprintstrecken betrieb Heike Drechsler auch erfolgreich den Siebenkampf. 1994 erreichte sie beim Décastar im französischen Talence ihre Bestmarke und zugleich eine Weltjahresbestleistung von 6741 Punkten (13,34/−0,3 – 1,84 – 13,58 – 22,84/−1,1 – 6,95/1,0 – 40,64 – 2:11,53). Dies war ihr erster offizieller Mehrkampf nach 13 Jahren. 1981 hatte sie bei ihrem letzten Siebenkampf davor einen Juniorenweltrekord mit 5891 Punkten aufgestellt.
1986 war sie DDR-Sportlerin des Jahres und 2000 Sportlerin des Jahres in Deutschland. Die polnische Presseagentur PAP wählte sie 1986 zu Europas Sportlerin des Jahres, den gleichen Titel erhielt sie von der Vereinigung der europäischen Sportjournalisten (UEPS). 1998 wurde sie mit dem Bambi ausgezeichnet. Zahlreiche Webseiten behaupten, dass Heike Drechsler 1999 zur Leichtathletin des Jahrhunderts gewählt worden sei; dies ist jedoch nicht ganz korrekt: Sie war zwar in der engeren Auswahl, gewählt wurde aber Fanny Blankers-Koen. Von den Lesern und den Experten der nationalen Fachzeitschrift Leichtathletik wurde sie zur Welt-Leichtathletin des Jahrhunderts ernannt und vom renommierten Magazin Track & Field zur Weitspringerin des Jahrhunderts gewählt.
Heike Drechslers Ziel war ursprünglich, ihre Karriere mit der Teilnahme an den Olympischen Spielen 2004 in Athen zu beenden, doch nach Formproblemen in der Qualifikation zog sie ihre Teilnahme zurück. Am 12. September 2004 trat sie ein letztes Mal beim ISTAF in Berlin an und wurde vor über 60.000 Zuschauern vom aktiven Sport verabschiedet. Am 6. Mai 2005 wurde das feierliche Ende ihrer Karriere in Gera begangen. Dabei wurde sie zur Ehrenbürgerin der Stadt ernannt. Zurzeit ist sie Sportexpertin für Leichtathletik beim Sportsender Eurosport. Während der Weltmeisterschaften 2005 in Helsinki wurde Heike Drechsler mit einem Fair-Play-Preis geehrt.
Heike Drechsler startete bis 1990 für den SC Motor Jena, von 1991 bis 1994 für den TuS Jena, 1995 und 1996 für den LAC Chemnitz, 1997 und 1998 für den Erfurter LAC, 1999 und 2000 für ABC Ludwigshafen und ab 2001 für den Karlsruher SC. Ihre Trainer waren Peter Hein, Erich Drechsler (1934–2015) und Alain Blondel. In ihrer aktiven Zeit wog sie 68 kg bei einer Größe von 1,81 m.
2014 fand sie als erste deutsche Leichtathletin neben Marita Koch Aufnahme in die IAAF Hall of Fame.

## Doping in der DDR
1991 konnten die Dopinggegner Brigitte Berendonk und Werner Franke mehrere Dissertationen und Habilitationsschriften ehemaliger DDR-Dopingforscher in der Militärmedizinischen Akademie Bad Saarow (MMA) sicherstellen. Anhand der Arbeiten ließ sich die staatlich organisierte Dopingpraxis vieler bekannter DDR-Leistungssportler, darunter auch Heike Drechsler, rekonstruieren. Den Angaben zufolge bekam Heike Drechsler von 1982 bis 1984 hohe Dosen Oral-Turinabol zuzüglich mehrerer Testosteronester-Injektionen im Rahmen des Überbrückungsdopings vor Wettkämpfen.
Einen Prozess gegen Brigitte Berendonk, die sie der Lüge bezichtigte, verlor Drechsler 1993. Im Fall Drechsler liegen weiterhin vollständige Jahresdosierungspläne und Diagramme zur Entwicklung der Wettkampfleistung in Abhängigkeit von der Dosierungshöhe vor.

## Privates
Heike Drechsler wurde geboren als Heike Gabriela Daute und wuchs mit drei Geschwistern auf. Ihr Vater verunglückte 1974 tödlich. Nach dem Abitur absolvierte sie eine Lehre als Feinmechanikerin (Optik) und studierte Pädagogik.
1984 heiratete sie den damaligen Sportstudenten und Fußballersatztorhüter des FC Carl Zeiss Jena, Andreas Drechsler. Für ihren 1989 geborenen Sohn bekam Heike Drechsler 1997 nach der Scheidung das Sorgerecht zugesprochen. Von 1995 bis 2007 war sie mit dem ehemaligen französischen Zehnkämpfer Alain Blondel liiert. Im Januar 2019 heiratete Drechsler in zweiter Ehe den ehemaligen finnischen Hürdenläufer Arto Bryggare, mit dem sie 2016 zusammenkam, und nahm den Namen Drechsler-Bryggare an.
Der Name Spix, den sie selbst als Geburtsnamen angibt, stammt von einem Ehepaar aus Aachen, mit dem sie seit dem Ende der DDR bekannt ist. Heike Drechsler wurde von ihnen 1999 adoptiert.
Über Heike Drechsler stand ab 1993 nach Intervention der Stasiunterlagen-Behörde mehrere Jahrzehnte die Behauptung im Raum, sie sei als Inoffizielle Mitarbeiterin (IM Jump) für das Ministerium für Staatssicherheit (MfS) tätig gewesen. In einem von ihr beauftragten Gutachten des Politologen Helmut Müller-Enbergs wurde diese Behauptung im Oktober 2018 entkräftet. Tatsächlich wurde sie laut Gutachten seitens des MfS als VIM (Vorlauf-IM), das heißt als potenzieller IM, aktenmäßig geführt.
Im Februar 2016 nahm Drechsler mit anderen ehemaligen Weltklassesportlern an der Show Ewige Helden des Fernsehsenders VOX teil. Ende Februar 2016 hatte sie eine Episodenrolle bei In aller Freundschaft – Die jungen Ärzte.
Im Jahr 2017 absolvierte Drechsler einen Kampfrichterlehrgang. Bei den Europameisterschaften 2018 in Berlin wurde sie als Kampfrichterin eingesetzt.
Heike Drechsler lebt in Berlin. Sie ist bei der Barmer Ersatzkasse im betrieblichen Gesundheitsmanagement beschäftigt und hält Vorträge über Prävention, Motivation und Life-Work-Balance. Seit November 2016 ist Heike Drechsler Botschafterin der Deutschen Rheuma-Liga.

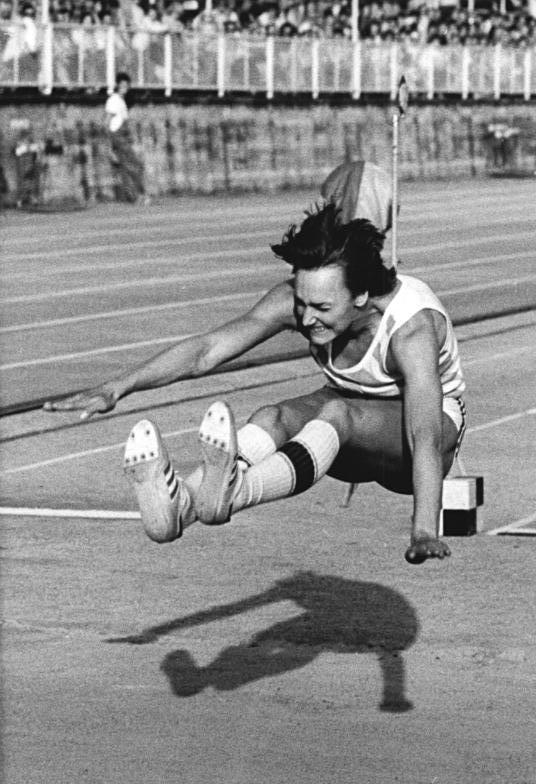
Bei einem Sportfest in Dresden, 1984
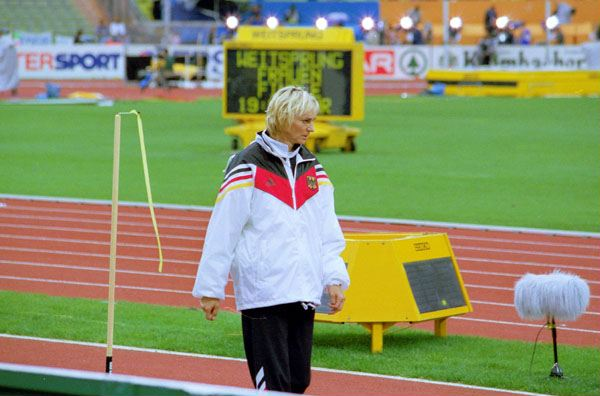
Bei den Europameisterschaften 2002
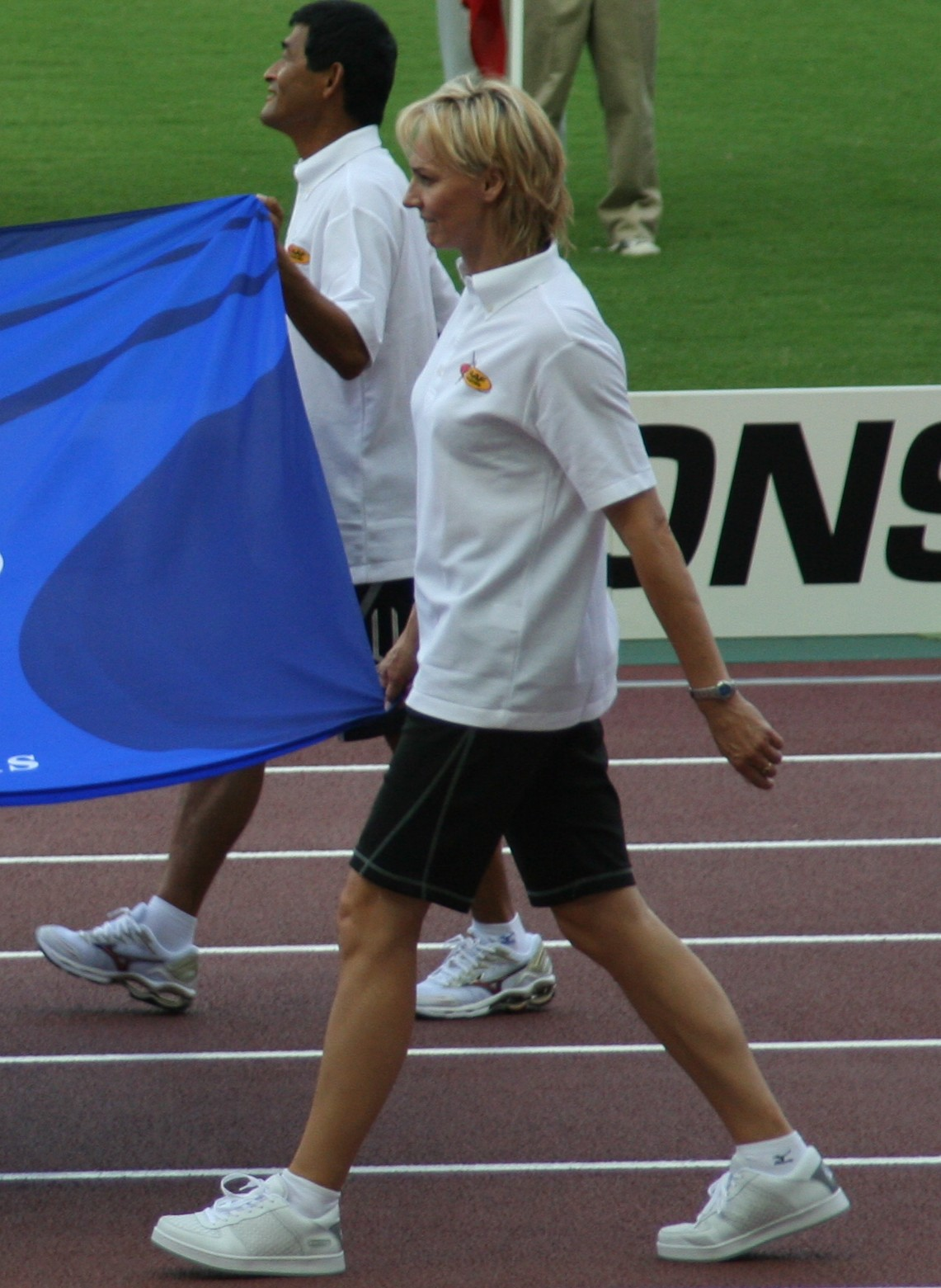
Bei den Weltmeisterschaften 2007
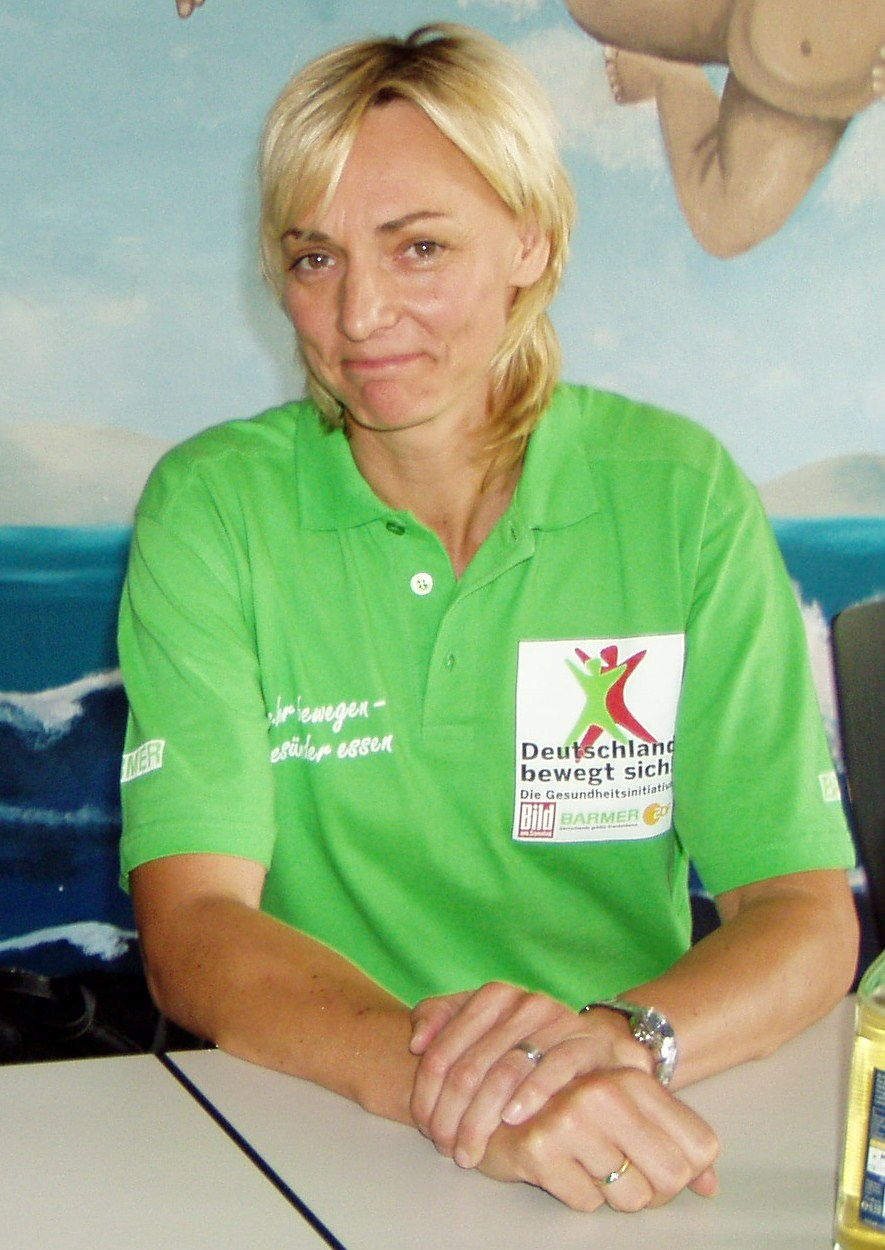
Pressegespräch 2008
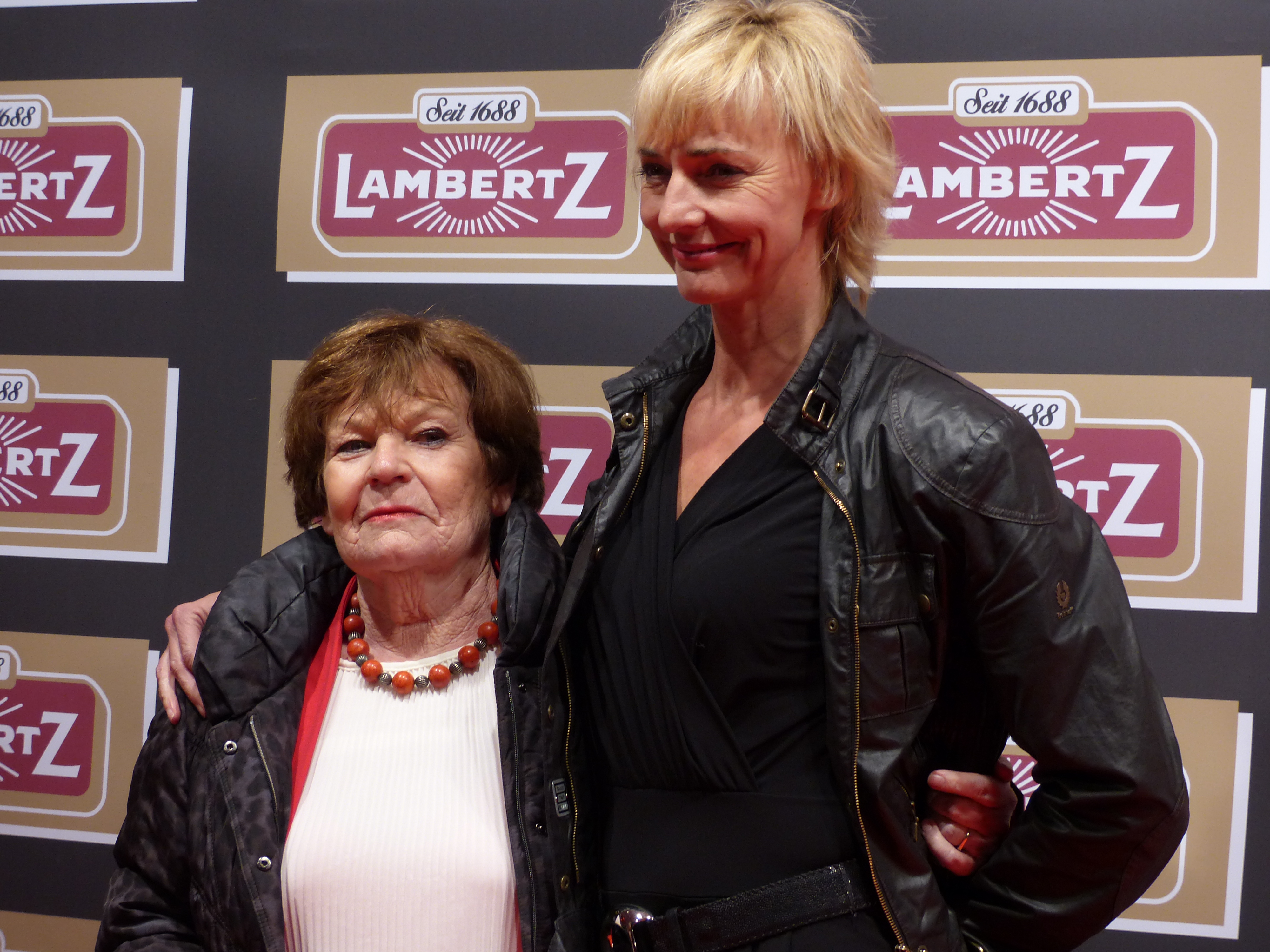
Heike Drechsler und Adoptivmutter Inge Spix, 2016

## Rekorde
Weitsprung:
- 1983: 7,14 m (Bratislava/Junioren)
- 1985: 7,44 m (Berlin)
- 1986: 7,45 m (Tallinn)
- 1988: 7,48 m (Neubrandenburg) deutscher Rekord (zum Vergleich: der aktuelle Weltrekord (Stand: Sept. 2019) liegt bei 7,52 m, aufgestellt am 11. Juni 1988 von Galina Tschistjakowa)
- 1992 gelang Heike Drechsler im italienischen Sestriere mit 7,63 m eine Fabelweite, welche jedoch durch etwas zu viel Rückenwind (2,1 m/s – erlaubt 2,0 m/s) begünstigt wurde.

200-Meter-Lauf
- 1986: 21,71 s (Jena)
- 1986: 21,71 s (Stuttgart)

Siebenkampf
- 1981: 5891 Punkte (Junioren)
- 1994: 6741 Punkte (Talence)

## Auftritte in Film und Fernsehen
- 1998: Alfredissimo, Folge vom 16. Januar 1998
- 2002: Nikola, (Fernsehserie, Folge Charade)
- 2011: Willis VIPs, Folge vom 25. September 2011 ("Wie war der Sprung von Ost nach West?")[15]
- 2016: Die große ProSieben Völkerball Meisterschaft 2016
- 2016: In aller Freundschaft – Die jungen Ärzte (Fernsehserie, Folge Wunder)
- 2018: NDR Talkshow Folge vom 2. Februar 2018
- 2024: ARD Rote Rosen Folge 3977 vom 7. Mai 2024

## Auszeichnungen (Auswahl)
- 1984 und 1988: Vaterländischer Verdienstorden in Gold[16]
- 1986: Stern der Völkerfreundschaft in Gold
- 1986: Weltsportlerin des Jahres (La Gazzetta dello Sport)
- 1992: Silbernes Lorbeerblatt
- 2005: Ehrenbürgerschaft der Stadt Gera
- 2014: Aufnahme in die IAAF Hall of Fame

## Publikationen
- mit Monika Zilliken: Fit mit Kids – Bewegungsspaß für die ganze Familie, Südwest Verlag, München 2010, ISBN 978-3-517-08590-6